# Iglesia de San Cipriano (Oquillas)
La iglesia parroquial de San Cipriano se encuentra situada en el municipio de Oquillas, provincia de Burgos. El templo está dedicado a San Cipriano. La festividad de este santo se celebra el 16 de septiembre. San Cipriano era el obispo de Cartago, muy amigo del Papa San Cornelio, con el que tenía una buena relación y al que ayuda cuando este sufrió penurias. Desempeñó un papel importante en la historia de la Iglesia y en el desarrollo del pensamiento cristiano en África, ya que se convirtió al cristianismo en edad adulta, y dedicó todos sus esfuerzos a mantener viva la fe de la Iglesia tras ser decretada la violenta persecución en aquella ciudad.

## Tipología constructiva
La Iglesia es un templo románico del siglo XII que se sitúa en lo alto del pueblo. Posee una sola nave, su planta es de salón. Sus muros son de piedra sillería en el ábside y de sillarejo y mampostería en el resto de edificio. En el testero se abre una ventana tipo portada, cuyos capiteles se adornan con arpías entre vástagos. Hay una colección muy buena de canecillos, variada, de buena calidad técnica e iconográfica.

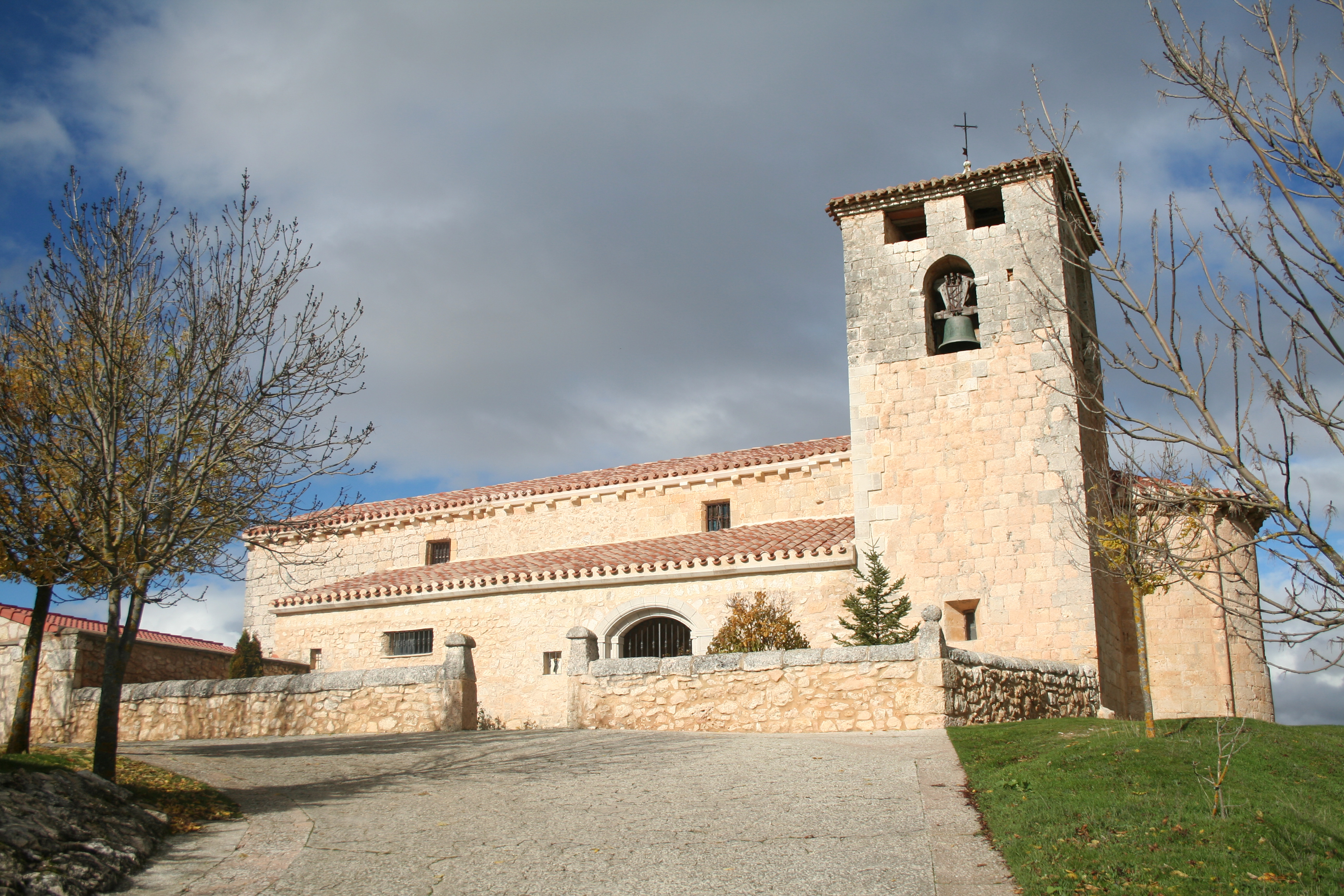
Iglesia vista desde la cuesta

La torre posee la misma fabricación que el ábside. La cubierta es de armazón de madera con un artesonado característico del siglo XIX.

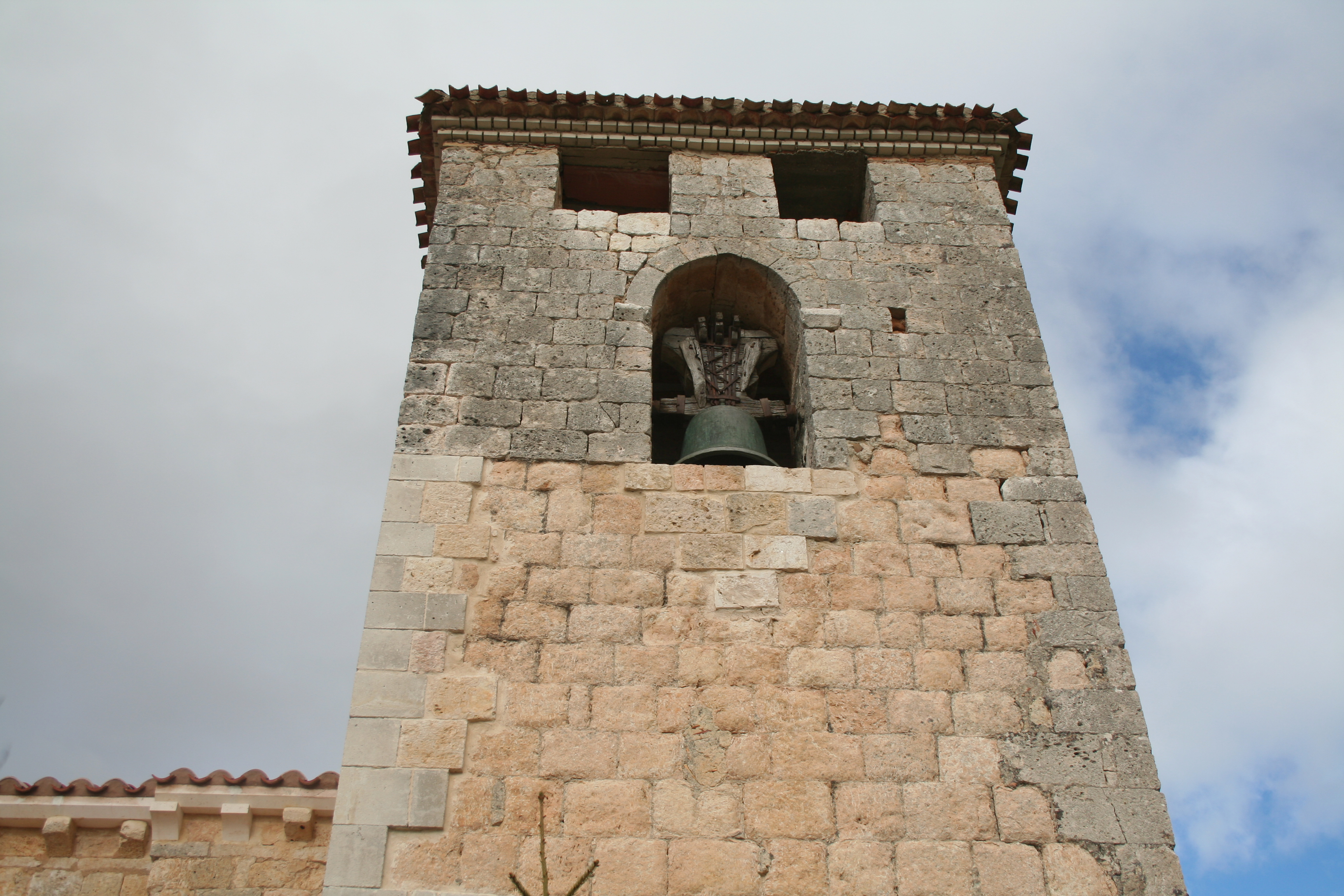
Torre ubicada en el muro sur

En la fachada occidental se le añade un tramo a la nave románica de primitiva construcción. La portada la forman cuatro arquivoltas, dos decoradas con un baquetón de medio bocel y las otras con moldura prismática. El acceso al ábside se realiza por medio de un arco triunfal doblado. La elaboración del ábside destaca por sus cubiertas de bóveda de medio cañón y horno en su sección semicircular. En el muro sur se ubica la torre. La forma del cubo es cuadrada, los muros son de piedra sillería y su interior es hueco completamente hasta el cuerpo de vanos donde se ubican las campanas.
Todo el templo está recorrido por un pódium. Su estilo pertenece al que está englobado en lo que se llama Escuela del Esgueva o Románico del Esgueva.
Cabe destacar los relieves de los canecillos y capiteles, entre ellos, las 25 ménsulas que aparecen reflejadas en el ábside con figuras de sirenas, dragones y basiliscos. Esta técnica hace pensar que el artista compartía simpatía con el maestro que elaboró la última de las partes del Claustro inferior de Silos.

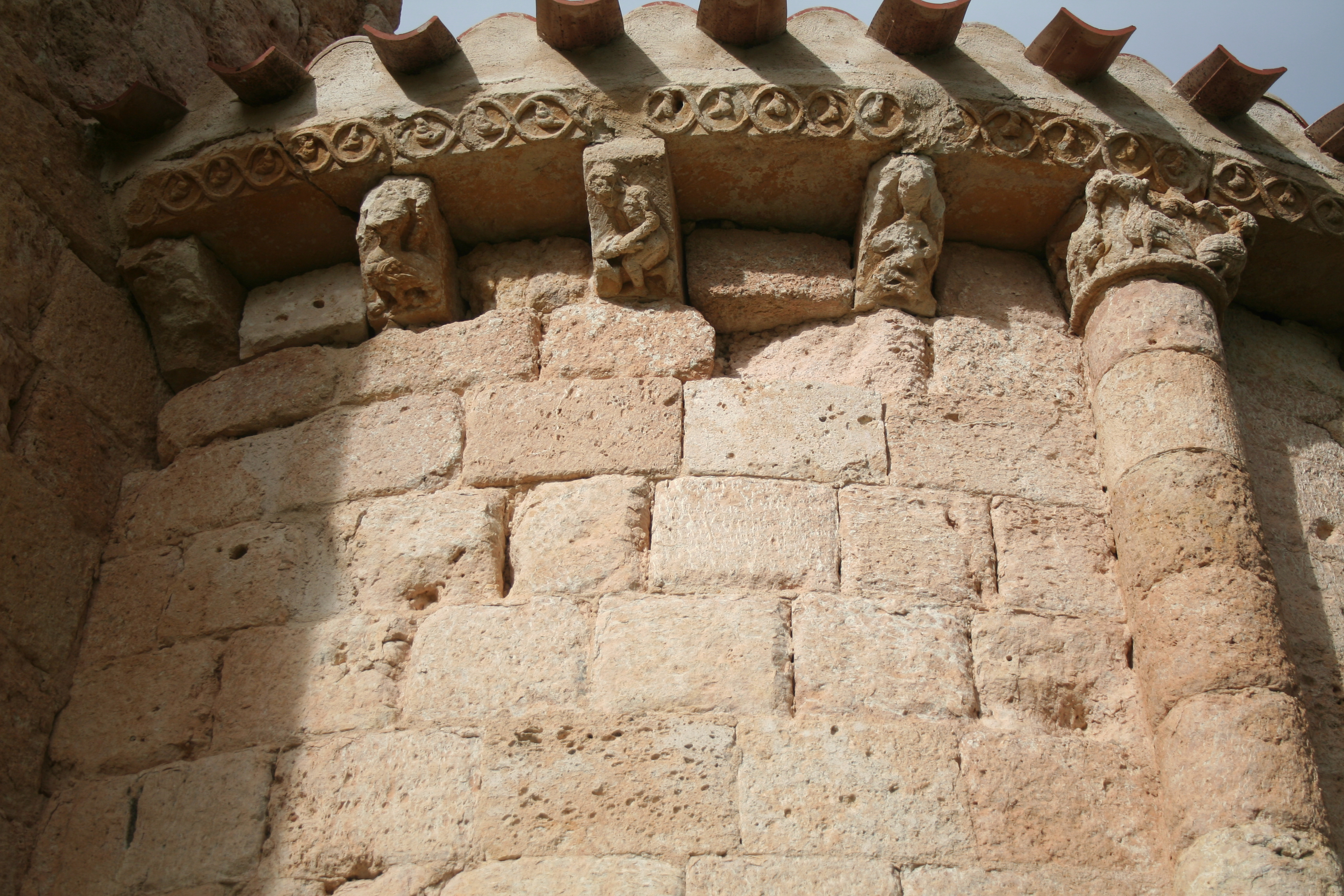
Ménsulas que aparecen reflejadas en el ábside

## Tesoro parroquial
La parroquia atesora un importante conjunto de bienes muebles. Entre ellos podríamos destacar: 
- La anunciación del ángel a María

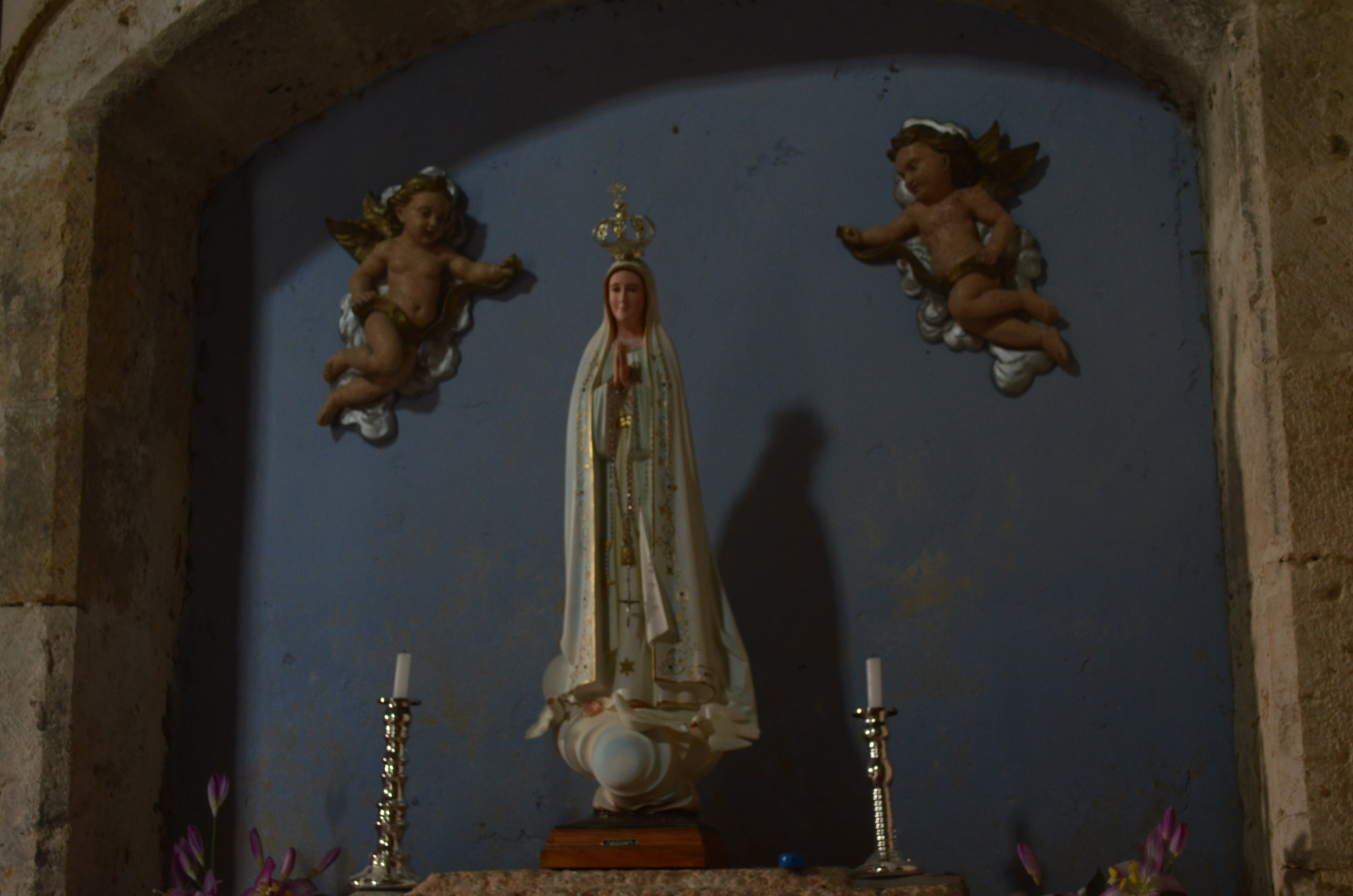
La Anunciación

En la foto la virgen que aparece es la de Fátima, ya que la virgen que ahí había fue robada, y unos buenos feligreses donaron dicha virgen a la Iglesia.
- Concepción virginal

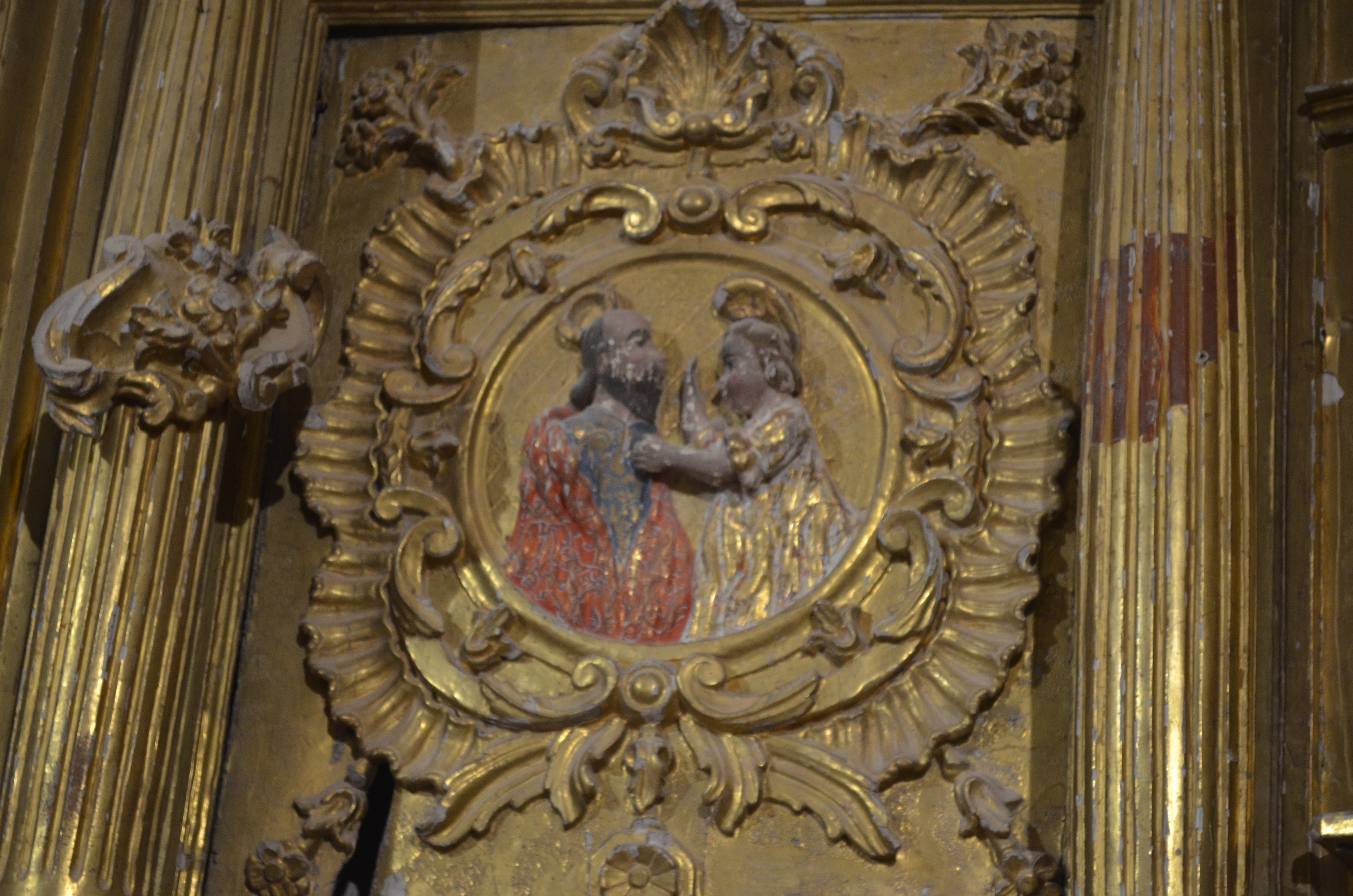
Concepción Virginal

En esta imagen se muestra como fue concebido Jesucristo. La imagen representa cuando la virgen María cuenta a su esposo que llevaba en su seno al hijo que había sido concebido por obra del Espíritu Santo. 
- Crucifixión y muerte de Jesús

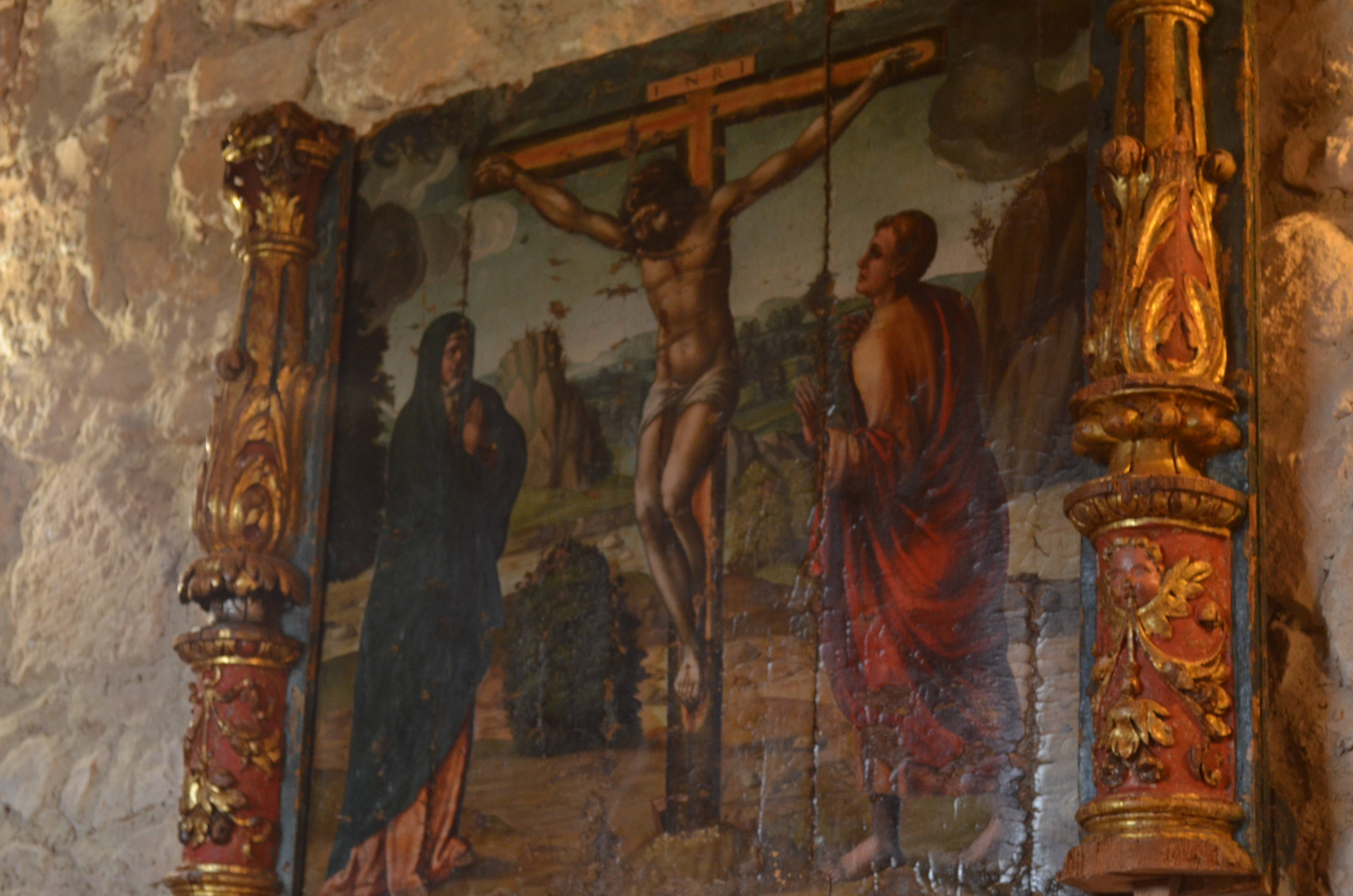
Crucifixión de Jesús

Este cuadro muestra a Jesús en la cruz acompañado de su madre en el momento de su crucifixión.